# اشتوربورگ
اشتوربورگ (به فرانسوی: Surbourg) یک کمون در فرانسه با جمعیت ۱٬۶۰۸ نفر است که در Canton of Soultz-sous-Forêts واقع شده‌است.